# 蔡恭
蔡恭，福建惠安人，明朝政治人物。
永樂十五年（1417年），福建丁丑乡试中舉。永樂十六年（1418年）聯捷戊戌科進士，授兖州府同知。